# Holopterus annulicornis
Holopterus annulicornis là một loài bọ cánh cứng trong họ Cerambycidae.